# R. Adam Engle
Pour les articles homonymes, voir Engle.

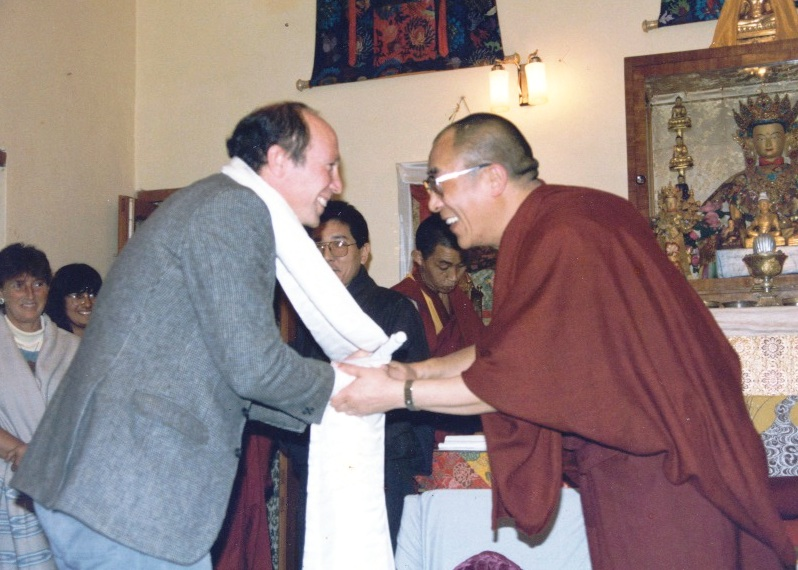
R. Adam Engle reçoit un écharpe cérémonielle du 14e dalaï-lama à Dharamsala en Inde en 1987

R. Adam Engle (17 février 1942, Yonkers, État de New York, États-Unis) est un avocat américain, président et cofondateur du Mind and Life Institute.

## Biographie
Il étudié à l'université du Colorado, à l'université Harvard et à l'université Stanford, où il a obtenu respectivement son B.A., Juris Doctor, et MBA. 
Il a commencé sa carrière en exerçant le métier d'avocat pendant 10 ans à Beverly Hills, Albuquerque, Santa Barbara, et Téhéran. Il a ensuite monté une entreprise de direction d'investissement. Il a aussi initié plusieurs entreprises d'affaires aux États-Unis et en Australie. 
Il a commencé à travailler avec les divers groupes dans le secteur à but non lucratif à partir de 1965. En plus du Mind and Life Institute, il aussi cofondé le Colorado Friends of Tibet, un groupe de soutien au Tibet dans l'État du Colorado basé à Boulder ; il a également fondé le Social Venture Network.

## Référence
1. 1 2 3  (en) R. Adam Engle, Mind and Life Institute
2. ↑  (en) David Gelles, Mindful Work: How Meditation Is Changing Business from the Inside Out, Houghton Mifflin Harcourt, 2015,  (ISBN 0544227220 et 9780544227224), p. 58-59